# Flemingia schultzii
Flemingia schultzii är en ärtväxtart som först beskrevs av Ferdinand von Mueller, och fick sitt nu gällande namn av Maconochie. Flemingia schultzii ingår i släktet Flemingia och familjen ärtväxter. Inga underarter finns listade i Catalogue of Life.